# La Prière (film)
Pour les articles homonymes, voir Prière (homonymie).
Ne doit pas être confondu avec La Brière (film).
Pour plus de détails, voir Fiche technique et Distribution.
La Prière est un film dramatique français coécrit et réalisé par Cédric Kahn, sorti en 2018. 

## Synopsis
Thomas est un toxicomane de vingt-deux ans. Pour guérir de sa dépendance à l'héroïne, il rejoint une communauté d'anciens jeunes drogués qui lui propose un changement de vie radical pour le sortir de la drogue,  notamment en le privant de cigarettes, d'alcool, de télévision mais aussi en l'isolant du monde extérieur et des filles. Désormais, pour redevenir un jeune homme sain, il devra adopter une vie quasi monacale, se consacrer à la prière et au travail manuel. Il se révolte et fugue, trouve refuge chez des villageois dont la fille, Sibylle, le ramène dans la communauté. Il finit par y découvrir l'altruisme, l'amitié et la foi. Égaré en montagne, il se retrouve miraculeusement sain et sauf et décide d'entrer au séminaire. Mais, sur la route, il décide finalement de rejoindre Sibylle.

## Fiche technique
- Titre français : La Prière
- Titre international : The Prayer
- Réalisation : Cédric Kahn
- Scénario : Fanny Burdino, Samuel Doux et Cédric Kahn, d’après une idée originale d’Aude Walker
- Décors : Guillaume Deviercy
- Costumes : Alice Cambournac
- Photographie : Yves Cape
- Son : Nicolas Cantin, Olivier Goinard et Sylvain Malbrant
- Montage : Laure Gardette
- Production : Sylvie Pialat et Benoît Quainon
- Sociétés de production : Les Films du Worso ; Versus Production (production étrangère) ; Auvergne-Rhône-Alpes Cinéma et Arte France Cinéma (coproductions) ; SOFICA Cofinova 13 (en association avec)
- Sociétés de distribution : Le Pacte ; Athena Films (Belgique)
- Pays d'origine :  France
- Langue originale : français
- Format : couleur
- Genre : drame
- Durée : 107 minutes
- Dates de sortie :
  - Allemagne : 18 février 2018 (Berlinale)
  - Belgique, France : 21 mars 2018

## Distribution
- Anthony Bajon : Thomas
- Damien Chapelle : Pierre
- Àlex Brendemühl : Marco
- Louise Grinberg : Sybille
- Hanna Schygulla : Sœur Myriam
- Mehdi Djaadi : Éric
- Raphaël Liot : Damiano

## Production
Tournage
Cédric Kahn et l’équipe du tournage débutent les prises de vues le 15 février jusqu’au 23 mars 2017, avant de reprendre le 30 mai au 8 juin de la même année.
Le tournage a lieu à Mens, Saint-Baudille-et-Pipet et Tréminis dans le Trièves en Isère, ainsi qu'à Châteauneuf en Savoie.

## Accueil
Festival et sortie
La Prière est sélectionné et présenté en « compétition officielle » à la Berlinale, le 18 février 2018, où Anthony Bajon reçoit l’Ours d'argent du meilleur acteur.
En France, il sort le 21 mars 2018. Le site AlloCiné recense une moyenne des critiques presse de 3,7/5, et des critiques spectateurs à 3,9/5.

## Distinction

### Récompense
- Berlinale 2018 : Ours d'argent du meilleur acteur pour Anthony Bajon[4].

### Nominations
- César 2019 :
  - César du meilleur espoir masculin pour Anthony Bajon

## Article annexe
- Psychotrope au cinéma et à la télévision